# Alan Noble
Alan Noble, né le 9 février 1885 à Loughborough et décédé le 30 novembre 1952 à Chatswood en Australie, est un joueur de hockey sur gazon britannique. Lors des Jeux olympiques d'été de 1908 se tenant à Londres il remporte la médaille d'or pour la première apparition de ce sport au programme olympique.

## Palmarès

### Jeux olympiques
- Jeux olympiques d'été de 1908 à Londres
  -  Médaille d'or.